# Dravidianos

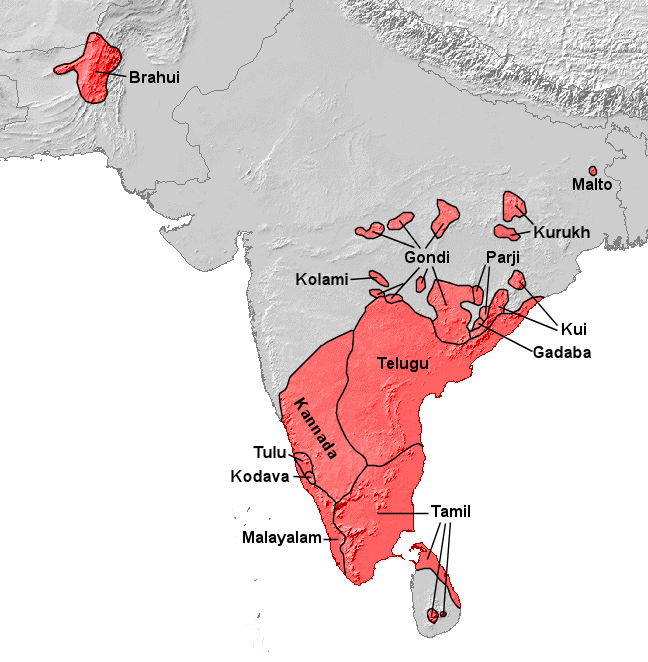
Línguas dravidianas

Os dravidianos ou drávidas são grupos étnicos que falam qualquer dos idiomas de uma grande família linguística não indo-europeia no sul do subcontinente indiano.
Os dravidianos são uma das populações mais antigas do sul da Índia, Paquistão, Afeganistão, Nepal, Maldivas, Bangladesh e Sri Lanka.
Vários estudos concluíram que os proto-tâmeis e os dravidianos em geral estão ligados e compartilham uma origem comum com os agricultores neolíticos de Zagros no antigo sul do Irã. Essa ancestralidade neolítica da Ásia Ocidental constitui o principal componente ancestral de todos os sul-asiáticos. Segundo Asko Parpola, os proto-tâmeis, como a maioria dos outros dravidianos, são descendentes da civilização do vale do Indo, que provavelmente também está ligada aos elamitas.